# Járesáni
Járesáni jsou synkretickým náboženstvím s počátky na přelomu 14. a 15. století.

## Povaha náboženství
V járesánském náboženství je přítomna víra v převtělování (dínádúní) prostřednictvím vtělení (holúl) do jiné lidské, vzácně zvíření bytosti. Podstata lidských dějin se odehrává v cyklických obdobích (doure).

## Vztahy v rodině a komunitě
Každá járesánská komunita funguje jako konfederace 11 rodů (chánedán). Dělí se na dvě kasty, vyšší sajídy a nižší chalífy. Tyto dvě tvoří náboženskou aristokracii a zbytek tvoří laici. Náboženská aristokracie zajišťuje konání bohoslužeb, místa konání se nazývají v Iráku džamcháne, v Íránu též tekje.

## Dějiny
Počátky této národnostní i náboženské komunity se počítají do 14. až 15. století. Roku 2014 obsadil jejich území tzv. Islámský stát, járesani však organizují také vlastní domobranu.